# Tricyphona (Tricyphona) margipunctata
Tricyphona (Tricyphona) margipunctata is een tweevleugelige uit de familie Pediciidae. De soort komt voor in het Oriëntaals gebied.